# Implosiva bilabiale sonora
L'implosiva bilabiale sonora è una consonante rappresentata dal simbolo [ɓ] nell'alfabeto fonetico internazionale(IPA). Nella lingua italiana tale fono non è presente.

## Caratteristiche
La consonante implosiva bilabiale sonora presenta le seguenti caratteristiche:
- Il suo modo di articolazione è occlusivo, perché questo fono viene prodotto all'occlusione del canale orale (la bocca), seguita da un brusco rilascio (esplosione). Inoltre, poiché anche la consonante è orale, senza uscita nasale, il flusso d'aria è completamente bloccato e la consonante è occlusiva.
- il luogo di articolazione è bilabiale, cioè che si articola con  entrambe le labbra.
- è una consonante sonora, in quanto questo suono è prodotto con la vibrazione delle corde vocali.
- è una consonante orale, cioè che l'aria può uscire soltanto dalla bocca.
- è una consonante centrale, cioè che è prodotta facendo passare l'aria attraverso il centro della lingua, anziché nei suoi lati.
- il meccanismo del flusso d'aria è implosivo (ingressivo glottalico), cioè che viene prodotto aspirando aria pompando la glottide verso il basso. Poiché è sonora, la glottide non è completamente chiusa, ma consente la fuoriuscita del flusso d'aria polmonare.

## Nelle lingue

### Inglese
In lingua inglese, la si trova nel dialetto degli Stati Uniti del sud ed è rappresentata con la grafia ⟨b⟩ come nella parola "body" [ɓʌdi], "corpo".

### Fula
In lingua fula, è rappresentata con la grafia <ɓ> come nella parola "fulɓe" [fulɓe], "persona fulbe".

### Hausa
In lingua hausa, è rappresentata con la grafia <ɓ> come nella parola "ɓaɓewa" [ɓaɓɛua], "litigando".

### Maya
Nella varietà yucateca della famiglia linguistica maya  è rappresentata con la grafia ⟨b⟩ come nella parola "balam" [ɓalam], "giaguaro".

### Kalabari
In lingua kalabari, è rappresentata con la grafia <ḅ> come nella parola "ḅá" [ɓá], "uccidere".